# The Other Final
The Other Final (literalment, "L'altra final") és el nom d'un documental de 2003 dirigit pel neerlandès Johan Kramer. El film tracta de les vivències sorgides abans, durant i després d'un partit de futbol poc habitual. Aquest es va disputar a l'estadi Changlimithang de Thimphu el 30 de juny de 2002, entre les seleccions nacionals de Bhutan i Montserrat (les pitjors situades al rànquing FIFA).

## Trama i rerefons

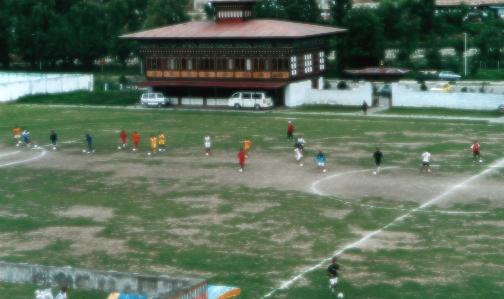
Imatge d'un moment del partit

La idea de la pel·lícula va sorgir després que la selecció nacional dels Països Baixos, un equip que normalment es classifica i fa bon paper als grans esdeveniments, fallés en el seu intent d'arribar a la Copa del Món de Futbol 2002. Kramer, el director del film, com no podia donar suport a l'equip del seu país durant el campionat, va optar per organitzar un partit oficial entre les dues pitjors seleccions del món i fer-ne un documental. Les seleccions situades en aquell moment a baix de tot del rànquing, no podien ser més oposades entre elles, Bhutan, un petit país trobat sobre el massís muntanyós de l'Himàlaia i Montserrat, una petita illa del Carib.
Aquesta iniciativa va ser acollida amb un gran entusiasme i va agafar molta importància per ambdós països. Tot i no ser jugadors professionals ni coneguts, tant els jugadors de Montserrat i els del Bhutan van ser tractats amb grans honors, amb sorprenents mostres d'estima i notable admiració per part dels habitants locals. El partit es va jugar davant de 25.000 espectadors, a la tribuna d'honor hi havia el príncep de Bhutan Dasho Jigyel Ugyen Wangchuk i tot el Govern al complet del país.
El dia del partit, la selecció de Montserrat va acusar el notable canvi climàtic (es va jugar vora els 2.250 metres d'altitud) i amb alguns problemes d'intoxicació alimentaria per part d'alguns dels seus components. Els caribenys van defensar bé, però el Bhutan va mostrar una notable superioritat. El partit, arbitrat per l'anglès Steve Bennett, va finalitzar amb el resultat de 4-0 per la selecció de l'Himàlaia.
Al final del partit, es va premiar a les dues seleccions amb un trofeu molt especial: una copa dividida en dos, amb la qual cada selecció es va quedar amb una meitat del trofeu.
La notícia del partit va tenir ressò arreu del món, ja que "L'altra final" es va disputar el mateix dia en què es jugava la final entre les dues millors seleccions de la Copa del Món de Futbol 2002, Brasil i Alemanya.

## Reportatge del partit
| Bhutan                           | 4 – 0 | Montserrat |
| -------------------------------- | ----- | ---------- |
| Dorji 4', 67', 78' · Chhetri 76' |       |            |

## Premis
El documental ha rebut dos premis:
- Millor documental al Festival de Cinema d'Avinyó (2003)
- Menció especial al Premi Documental del Festival Internacional de Cinema de les Bermudes (2003)